# Dreizehn Gedichte
Dreizehn Gedichte (eigene Schreibweise: dreizehn +13 Gedichte) ist ein deutschsprachiges, halbjährlich erscheinendes Lyrikmagazin. In jeder Ausgabe werden dreizehn klassische und dreizehn zeitgenössische Gedichte veröffentlicht.

## Konzept
Die Idee zum Konzept hatte der Hamburger Publizist Oliver Wurm, der das Magazin verlegt und herausgibt. Der Geschäftssitz ist in Hamburg. Der erste Band erschien im Sommer 2021.
Das Magazin veröffentlicht in jeder Ausgabe 26 Gedichte auf knapp 150 Seiten. Die klassischen Gedichte wählt Katharina Pütter aus und spricht sie auch auf eine Audiodatei. Zu jedem Gedicht verfasst sie einen essayistischen Kommentar, in dem die lyrischen Werke historisch eingeordnet und auf die Gegenwart bezogen sind. Die zeitgenössischen Gedichte sucht die Hamburger Literaturwissenschaftlerin Barbara Heine aus. Die jeweiligen Autoren werden von Heine in biografisch konnotierten Texten kurz vorgestellt. Die Bände mit der Hintergrundfarbe Gelb sind mit Porträts der Dichterinnen und Dichter illustriert. Jede Ausgabe steht unter einem übergreifenden Thema; so umfasste die dritte Ausgabe Lyrik zum Thema „Natur“.

## Dichter

### Klassiker
Zu den ausgewählten klassischen Dichtern gehörten: Andreas Gryphius, Johann Wolfgang von Goethe, Friedrich Schiller, Sophie Mereau, Joseph von Eichendorff, Heinrich Heine, Annette von Droste-Hülshoff, Theodor Fontane, Wilhelm Busch, Else Lasker-Schüler, Rainer Maria Rilke, Hermann Hesse und Erich Kästner.

### Gegenwart
Die Dichter der Gegenwart umfassten: Norbert Hummelt, Silke Scheuermann, Marion Poschmann, Ron Winkler, Nico Bleutge, Uljana Wolf, Kerstin Preiwuß, Jan Wagner, Nadja Küchenmeister, Dagmara Kraus, Marcel Beyer, Juliane Liebert und Matthias Göritz.

## Rezeption
Nils Minkmar meinte in der Süddeutschen Zeitung, das Magazin dreizehn +13 Gedichte bringe die oft vernachlässigte Kunstform Lyrik an den Kiosk. Dabei sei die Auswahl entschieden und populär zugleich, so dass jede und jeder mindestens eine bekannte Zeile fände und sie als Faden nutzen kann, um sich zurechtzufinden. Die Genres seien dabei gemischt. In der gleiche Zeitung schrieb Felix Stephan zwei Jahre später, dass Verse „für alle“ dabei seien. Gisela Trahms äußerte in der Zeitung Die Welt Freude an der neuen Lyrikzeitschrift. Diese würde im ansprechenden Layout einzelne Gedichte vorstellen und die Hintergründe erläuterten. Ihr Fazit lautete, das Magazin bilde ab, wie eine Poesiefördermaßnahme heute beschaffen sein müsse. Das RND Redaktionsnetzwerk Deutschland merkte über das Lyrikmagazin an, dass der Clou die Präsentation des Magazins sei: Poppige Farben, kurze Erläuterungen, ein freundliches Layout, eine ansprechende Haptik und merklich viel Freude an der Idee. „Man könnte sagen, dieses Magazin ist ein Gedicht“. Sebastian Schmitt meinte ein Jahr nach der Erstausgabe des Magazins bei Quotenmeter, dass Lyrik zeitgemäß für jedermann präsentiert werde. Illustrationen lockerten die Hefte optisch und auch inhaltlich auf. Dabei sei die Auswahl der klassischen Gedichte zwar populär, biete aber auch Überraschungen.